# Sporting Club brivadois
 (juillet 2019).
- Si vous ne connaissez pas le sujet, laissez ce bandeau (vous pouvez alors contacter les auteurs).
- Si vous supprimez le contenu mis en cause (vous pouvez préalablement contacter les auteurs),

argumentez précisément cette suppression dans la page de discussion
(un manque de référence n'est pas un argument ; une recherche réelle de référence doit avoir été effectuée, être formellement documentée).
Le Sporting Club brivadois, également appelé SC Brioude, est un club français de rugby à XV fondé en 1933 et basé à Brioude (Haute-Loire).

## Histoire
Le rugby débarque à Brioude en 1905 au collège de la ville, sous le nom d'Étoile sportive du collège de Brioude (ESCB) (maillot rouge frappé d’une étoile blanche). Peu après, une société de gymnastique, La Brivadoise, est fondée. En 1913, d’ancien élèves du collège créent l'Union sportive brivadoise, qui joue en maillot cerclés rouge et noir (qui sont toujours les couleurs du club), mais doit s’interrompre en raison de la Première Guerre mondiale.
Après la guerre, deux clubs subsistent : le Club sportif des établissements Barbet (CSEB), lancé par une entreprise ouverte après la guerre à Brioude (maillot grenat, short noir), et la Brivadoise, reformée comme club de rugby (maillots cerclés vert et blanc, short blanc). En 1923 les deux clubs fusionnent et reprennent le nom d'Union sportive brivadoise et les couleurs rouge et noir. Le football y est également pratiqué.
En 1933,, les rugbymen décident de se séparer du club et créent leur propre société, portée sur les fonts baptismaux sous le nom de Sporting Club brivadois, qui reprend les couleurs rouge et noir. Le club se comporte honorablement jusqu’au début des années 50. Par la suite, relativement isolé, il a toujours du mal à retenir ses jeunes et parfois à composer une équipe complète. En 1958, le SCB est ainsi incapable d’engager la moindre équipe dans le championnat d’Auvergne.
Il repart tant bien que mal, d’abord en série Honneur, avant d’obtenir la montée en Troisième Division, puis en Deuxième Division (1977), niveau où le club se maintient dans les années 80 et 90. 
En 2003 le SCB monte en Fédérale 3, mais redescend quelques années plus tard en division d'Honneur. 
En 2012, le SCB monte à nouveau en Fédérale 3 mais redescend en honneur. Depuis le club est engagé dans le championnat Régionale 1 de la Ligue régionale Auvergne-Rhône-Alpes.

## Identité visuelle

### Logo

Évolution du logo
Ancien logo abandonné en 2021.
Logo instauré en 2021.

## Palmarès

### Seniors
- Finaliste championnat de France Excellence B 1976
- Finaliste championnat de France 2e Série 1973
- Champion d'Auvergne Honneur 1971,1974, 2001, 2010, 2011, 2012
- Champion d'Auvergne Régionale 1 2023
- Finaliste Championnat d'Auvergne Honneur 2019
- Champion d'Auvergne Honneur Réserves 2001, 2004, 2010, 2015, 2017
- Champion d'Auvergne Réserves Régionale 1 2024
- Champion d'Auvergne Réserves 1971, 1972
- Finaliste championnat d'Auvergne Honneur Réserves 2011, 2012, 2014, 2016, 2018,2019
- Finaliste championnat d'Auvergne Régionale 1 Réserves 2023
- Champion du Centre 2e série 1939
- Champion du Centre 3e série 1924, 1925 ,1926, 1936, 1937
- Champion du Centre 4e série 1922
- Champion d'Auvergne Séries inférieures 1964, 1966
- Champion d'Auvergne équipes 3 1990
- Finaliste championnat d'Auvergne équipes 3 1989
- Vainqueur du challenge du comité 1969, 1973, 1974
- Vainqueur du Bouclier d'Auvergne 1991, 1996
- Vainqueur du Challenge du Centre 1976, 1978, 1990
- Finaliste du Challenge du Centre 1980, 1989

### Moins de 21 ans
- Finaliste du challenge sud-est Bélascain 2011
- 8e de finale championnat de France Reichel B 2010
- Vainqueur du Challenge Gilbert (U20) 1927

### Juniors
- Champion d'Auvergne Juniors 1986
- Champion d'Auvergne Balandrade 2002, 2005, 2007
- Champion d'Auvergne Danet 1986, 2002
- Challenge de l'Avenir 1995
- Challenge d'Auvergne 1988
- Finaliste championnat d'Auvergne Balandrade 2008
- Finaliste championnat d'Auvergne Phliponeau 2013

### Cadets
- Champion d'Auvergne Territoriaux à XII 2004, 2017
- Finaliste championnat d'Auvergne Teulière A 2013
- Finaliste championnat d'Auvergne Territoriaux à XII 2016

### Féminines
- Championne de France Fédérale 3 à VII 2014
- Championne secteur sud-est à VII 2014
- Finaliste secteur sud-est à VII 2015
- Finaliste secteur sud-est U18 à VII 2018
- Championne d'Auvergne 2002, 2006, 2008, 2010